# The Singles Collection (David Bowie)
The Singles Collection è una raccolta del cantautore inglese David Bowie, pubblicata nel 1993 nel Regno Unito e, con alcune modifiche, come The Singles 1969-1993 negli Stati Uniti. La versione australiana contiene la stessa lista di brani della versione inglese, ma i due dischi sono stati pubblicati come album distinti, The Singles Collection 1, con una copertina identica a quella del Regno Unito e The Singles Collection 2, la cui copertina è simile a quella del Regno Unito ma ricolorata in verde.
Malgrado il nome dell'album, alcuni brani (come Ziggy Stardust e Oh! You Pretty Things) non sono mai stati pubblicati come singoli da Bowie. Sia nel Regno Unito che negli Stati Uniti le versioni delle tracce riportate negli album sono quelle estese anziché quelle originali presenti nei singoli.

## Tracce
Tutte le tracce, tranne quando diversamente specificato, sono scritte da David Bowie. 

### Versione inglese

#### Disco 1
1. Space Oddity – 5:15
2. Changes – 3:35
3. Starman – 4:18
4. Ziggy Stardust – 3:14
5. Suffragette City – 3:26
6. John I'm Only Dancing – 2:47
7. The Jean Genie – 4:07
8. Drive-In Saturday – 4:30
9. Life on Mars? – 3:51
10. Sorrow – 2:54 (Bob Feldman, Jerry Goldstein, Richard Gottehrer)
11. Rebel Rebel –  4:30
12. Rock 'n' Roll Suicide – 2:58
13. Diamond Dogs –  6:04
14. Knock on Wood – 3:03
15. Young Americans – 5:11
16. Fame – 4:14 (Bowie, Carlos Alomar, John Lennon)
17. Golden Years – 4:00
18. TVC 15 – 5:31
19. Sound and Vision – 3:02

#### Disco 2
1. Heroes – 3:37 (Bowie, Brian Eno)
2. Beauty and the Beast – 3:33 (Bowie, Eno)
3. Boys Keep Swinging – 3:17 (Bowie, Eno)
4. DJ – 4:00 (Bowie, Eno, Alomar)
5. Alabama Song – 3:51  (Bertolt Brecht, Kurt Weill)
6. Ashes to Ashes – 4:24
7. Fashion – 4:47
8. Scary Monsters (and Super Creeps) – 5:11
9. Under Pressure – 3:57 con Queen (Bowie, Freddie Mercury, Brian May, John Deacon, Roger Taylor)
10. Wild Is the Wind – 6:01 (Dimitri Tiomkin, Ned Washington)
11. Let's Dance –  4:07
12. China Girl – 4:16 (Bowie, Iggy Pop)
13. Modern Love –  3:56
14. Blue Jean – 3:11
15. This Is Not America – 3:47 con Pat Metheny (Bowie, Pat Metheny, Lyle Mays)
16. Dancing in the Street – 3:10  con Mick Jagger (Marvin Gaye, William "Mickey" Stevenson, Ivy Jo Hunter)
17. Absolute Beginners – 5:37
18. Day-In Day-Out – 4:11

### Versione americana
Le prime 40 000 copie includevano un singolo su CD bonus contenente un duetto di Bowie con Bing Crosby, Peace on Earth/Little Drummer Boy. Una versione speciale di quest'album è stata pubblicata per i membri del club musicale americano Time-Life. In essa mancano Sorrow, Drive-In Saturday, Be My Wife, Beauty and the Beast, Look Back in Anger, Under Pressure, Cat People e Jump They Say, mentre sono state aggiunte Rock 'n' Roll Suicide e Knock on Wood nella versione presente nell'album David Live.

#### Disco 1
1. Space Oddity[2] – 3:31
2. Changes – 3:33
3. Oh! You Pretty Things – 3:11
4. Life on Mars? – 3:48
5. Ziggy Stardust – 3:13
6. Starman – 4:13
7. John I'm Only Dancing – 2:46
8. Suffragette City – 3:25
9. The Jean Genie – 4:06
10. Sorrow – 2:52
11. Drive-In Saturday – 4:27
12. Diamond Dogs –  6:03
13. Rebel Rebel –  4:28
14. Young Americans – 5:10
15. Fame – 4:16
16. Golden Years – 3:58
17. TVC 15[2] – 3:43
18. Be My Wife – 2:55
19. Sound and Vision – 3:00
20. Beauty and the Beast – 3:33

#### Disco 2
1. Heroes (versione singolo) – 3:35
2. Boys Keep Swinging – 3:16
3. DJ (versione singolo) – 3:20
4. Look Back in Anger – 3:05
5. Ashes to Ashes (versione singolo 7") – 3:34
6. Fashion (versione singolo 7") – 3:23
7. Scary Monsters (and Super Creeps) – 5:09
8. Under Pressure – 4:01 con Queen
9. Cat People (Putting Out Fire) – 6:43 versione colonna sonora, con Giorgio Moroder (Bowie, Moroder)
10. Let's Dance[3] – 4:07
11. China Girl[3] – 4:14
12. Modern Love[3] – 3:56
13. Blue Jean – 3:09
14. Loving the Alien[3] – 4:39
15. Dancing in the Street – 3:14
16. Absolute Beginners (versione singolo) – 5:36
17. Day-In Day-Out[3] – 4:14
18. Never Let Me Down - 4:03
19. Jump They Say (versione radio) - 3:54